# Оскар (котка)
Вижте пояснителната страница за други значения на Оскар (пояснение).
Оскар (р. 2005 г.) е известен американски котарак.
Става обект на редица статии в чуждестранни и български медии, след като на 26 юли 2007 г. в научното издание The New England Journal of Medicine е публикуван материал, описващ специфичното му поведение. Според въпросния материал, откакто е бил „осиновен“ от център за възрастни и болни хора в Провидънс, щата Род Айлънд, Оскар е „предусетил“ близката кончина на повече от 25 пациенти на заведението.

## История
Членове на персонала на Steere House Nursing and Rehabilitation Center осиновяват Оскар от приют за животни още в ранна възраст. Впоследствие израства на 3-ия етаж в центъра, в отделение за пациенти с деменция. В отделението има болни от Алцхаймер, Паркинсон и други болести, много от които в последна фаза (където близката смърт е неизбежна) и в повечето случаи без явно съзнание за заобикалящата ги среда. Освен Оскар, в центъра се отглеждат и други домашни любимци, които осигуряват компания на пациентите.
Около шест месеца след пристигането на Оскар, персоналът забелязва, че котаракът (обикновено не особено приятелски настроен към пациентите) прави „визитации“ подобно на лекарите и сестрите: той обикаля по стаите, души пациентите и в някои случаи остава да спи при някои от тях. В над 25 случая пациентите, при които е избирал да спи, са умирали до няколко часа.. Персоналът на центъра възприема присъствието на Оскар до леглото на някой пациент като достатъчно основателна причина да се потърси връзка с близките на пациента (ако има такива), за да бъдат предупредени за очакваната в съвсем кратък срок смърт.
Тъй като умиращите пациенти в отделението са твърде болни, за да забележат Оскар, присъствието му не би могло да ги притесни. Повечето роднини на пациенти оценяват положително предупреждението и рядко изискват котаракът да бъде изведен от стаята.
Заради това, че осигурява компания на пациентите в последните им часове, Home and Hospice Care of Rhode Island Архив на оригинала от 2007-08-12 в Wayback Machine. награждава Оскар с мемориална плоча „за състрадателни грижи“, поставена на стената на центъра.
На 26 юли в медицинското издание The New England Journal of Medicine е публикуван материал, описващ поведението на Оскар, от д-р Дейвид Доса, който работи в Steere House. Историята е отразена от Асошиейтед Прес и редица медии в различни страни.

## Хипотези
Съществуват различни хипотези, предлагащи обяснение на поведението на Оскар. Лекари, които работят в центъра и познават котарака, изказват предположение, че благодарение на силно развитото си обоняние, Оскар усеща специфични миризми, които умиращите вероятно отделят. Присъствието му до смъртното легло на пациентите се възприема още като подражание на поведението на персонала в центъра, където умиращите пациенти не са оставяни сами.  Някои ветеринарни специалисти са склонни да подкрепят тези хипотези . Друга изказана възможност е Оскар да усеща характерната неподвижност на пациентите в последните им часове.
Доктор Томас Грейвс, специалист биолог от университета в Илиноис в интервю пред БиБиСи заявява: „Котките често могат да усещат кога техният стопанин или друго животно са болни.“ 